# Antimonpille
Die Antimonpille ist ein historisches Heilmittel, das für die Entleerung und „Revitalisierung“ des Darmes (als Abführmittel) verwendet wurde. Es bestand aus dem Metall Antimon. Nach dem Schlucken wanderte die Pille durch den Magen-Darm-Trakt, worauf sie dann ausgeschieden, gewaschen und je nach Bedarf wieder verwendet wurde. Die im 19. Jahrhundert populäre Kur wurde darum auch unter dem Namen „immerwährende Pille“ bekannt.
Im „Medico-Pharmaceutical Critic and Guide“ von 1907, einer von William Josephus Robinson (1867–1936) herausgegebenen Enzyklopädie, wird die Pille wie folgt beschrieben:

„Diese Pille war eine kleine Kugel aus metallischem Antimon, welche die tatsächliche oder zugeschriebene Eigenschaft der Reinigung besaß, so oft sie auch geschluckt wurde. Es ist nicht von der Hand zu weisen, dass sie eine solche Eigenschaft haben könnte, da es möglich ist, dass eine winzige Menge durch die gastro-intestinalen Säfte aufgelöst wird, und diese Menge, zusätzlich zur Suggestion, war genügend, um abführende Wirkung zu erzeugen. Des Weiteren half die immerwährende Pille wahrscheinlich auch der Peristaltik durch ihr mechanisches Gewicht und ihre Bewegung. Die Kugel wurde ausgeschieden, aus dem Kot geborgen, und wieder und wieder verwendet. Wie J. A. Paris erklärte, konnte man dies als ernsthafte Sparsamkeit bezeichnen, da eine einzige Pille einer gesamten Familie ein Leben lang dienen, und als Erbstück der Nachwelt erhalten bleiben könnte.“

Der Antimonbecher diente im 17. und 18. Jahrhundert einem ähnlichen Zweck, nämlich als Brechmittel. In einen solchen Becher wurde Wein gefüllt, für einen Tag stehen gelassen, und dann ausgetrunken. Die Weinsäure bildete mit dem Antimon Kaliumantimonyltartrat, auch Brechweinstein genannt.